# Социал-демократический альянс
«Социа́л-демократи́ческий алья́нс» (исл. Samfylkingin от samfylking — «единый фронт») — исландская левоцентристская политическая партия. Крупнейшая партия в альтинге по результатам выборов 2024 года.

## Предыстория
В 1916 году была основана Социал-демократическая партия Исландии (СДПИ). В 1930 году левое крыло социал-демократов вышло из партии и оформилось в Коммунистическую партию Исландии (КПИ). В октябре 1938 года из СДПИ вышла ещё одна левая группа, в том же году объединившаяся с КПИ в Единую социалистическую партию Исландии (ЕСПИ). В 1968 году ЕСПИ с ещё одной левой группой социал-демократов в объединились в партию, названную «Народный союз» (Alþýðubandalagið). В 1999 году «Народный союз», СДПИ, «Национальное пробуждение» (Þjóðvaki) (ещё одна бывшая левая группа СДПИ) и «Женский список» (Samtök um kvennalista) приняли решение создать объединённую левоцентристскую партию «Социал-демократический альянс».

## История
Все четыре партии формально объединились в одну в марте 2000 года. Часть членов объединившихся партий (включая четырёх депутатов) остались недовольны курсом, взятым руководством альянса, который они обвинили в оппортунизме и заметном влиянии идеологии «нового лейборизма» Тони Блэра. Вследствие этого они покинули ряды альянса, образовав в феврале 1999 года партию «Лево-зелёное движение», придерживающуюся экосоциалистической ориентации и выступающую против правого уклона, участия в НАТО и вступления в Европейский Союз.
Учредительное собрание «Социал-демократического альянса» состоялось 5 мая 2000 года в Городском театре. Председателем был избран Эссюр Скарпхьединссон.
После парламентских выборов 2007 года «Социал-демократический альянс», выиграв 18 мест из 63 в альтинге, пошёл на коалиционное соглашение с крупнейшей консервативной силой страны — Партией независимости. Впрочем, уже через полтора года социал-демократы вынуждены были разорвать коалиционное соглашение в условиях финансового кризиса в стране и народных протестов в столице.
После распада коалиции с консерваторами «Социал-демократический альянс» с союзе с «Лево-зелёным движением» создал 1 февраля 2009 года правительство меньшинства, которое было призвано управлять страной до проведения внеочередных парламентских выборов. Правительство возглавила Йоханна Сигурдардоттир.
На досрочных парламентских выборах, прошедших в Исландии 25 апреля 2009 года, «Социал-демократический альянс» одержал уверенную победу, завоевав вместе с «Лево-зелёным движением» 35 из 63 мест в альтинге. Получив по итогам выборов 20 мандатов, социал-демократы стали основой правящей коалиции. 10 мая 2009 года Йоханна Сигурдардоттир представила новый состав правительства, сформированный из представителей «Социал-демократического альянса» и «Лево—зелёного движения». Обе партии получили по 5 портфелей в новом кабинете. Несмотря на это, у социал-демократов существовали серьёзные разногласия с партнёрами по коалиции, выступавших с критикой заёма МВФ и против евроинтеграции, тогда как «Социал-демократический альянс» выступает за скорейшее присоединение к ЕС.
27 июня 2010 года Йоханна Сигурдардоттир вступила в однополый брак, став первой в мире главой правительства, вступившей в официальный однополый брак.
На парламентских выборах, состоявшихся 27 апреля 2013 года, партия потерпела сокрушительное поражение, потеряв более половины голосов и депутатских мест, после чего перешла в оппозицию.
На парламентских выборах, состоявшихся 29 октября 2016 года, продолжилось стремительное падение поддержки партии избирателями, она опять потеряла более половины голосов и депутатских мест.

## Результаты выборов
| Выборы | Количество голосов | Количество голосов, % | Количество мест | Позиция |
| ------ | ------------------ | --------------------- | --------------- | ------- |
| 1999   | 44 378             | 26,8                  | 17 из 63        | 2-е     |
| 2003   | 56 700 ▲           | 31,0 ▲                | 20 из 63        | 2-е ▬   |
| 2007   | 48 743 ▼           | 26,8 ▼                | 18 из 63        | 2-е ▬   |
| 2009   | 55 758 ▲           | 29,8 ▲                | 20 из 63        | 1-е ▲   |
| 2013   | 24 292 ▼           | 12,85 ▼               | 9 из 63         | 3-е ▼   |
| 2016   | 10 893 ▼           | 5,7 ▼                 | 3 из 63         | 7-е ▼   |
| 2017   | 23 652 ▲           | 12,1 ▲                | 7 из 63         | 3-е ▲   |
| 2024   |                    | 20,8 ▲                | 15 из 63        | 1-е ▲   |

## Руководство партии
- Маргрьет Фриманнсдоуттир[англ.] (30 января 1999 — 5 мая 2000)
- Эссюр Скарпхьединссон[англ.] (5 мая 2000 — 21 мая 2005)
- Ингибьёрг Сольрун Гисладоттир (21 мая 2005 — 28 марта 2009)
- Йоханна Сигурдардоуттир (28 марта 2009 — 2 февраля 2013)
- Аурни Паудль Аурнасон[англ.] (2 февраля 2013 — 3 июня 2016)
- Оддни Хардардоуттир[англ.] (3 июня — 31 октября 2016)
- Логи Эйнарссон (31 октября 2016 — 28 октября 2022), архитектор и ландшафтный дизайнер
- Криструн Фростадоуттир (с 28 октября 2022)

## Организационная структура
Высший орган партии — национальная конференция (landsfundur), между ними — правление (flokksstjórn). Социал-демократический альянс состоит из районов (kjördæmi)
Районы
Районы альянса соответствуют избирательным округам. Высший орган района — общее собрание района (kjördæmisfundur), между общими собраниями района — районное правление (kjördæmisstjórn).
Союз социал-демократической молодёжи
Молодёжная организация альянса — Союз социал-демократической молодёжи (Ungir jafnaðarmenn). Высший орган союа — национальный съезд (landsþing), между национальными съездами — центральное правление (miðstjórn).